# كامبل ماجنى
كامبل ماجنى (بالإنجليزية: Campbell Magnay)‏ هو لاعب اتحاد الرغبي أسترالي، ولد في 10 نوفمبر 1996 في بريزبان في أستراليا.

## وصلات خارجية
- كامبل ماجنى على موقع ItsRugby.co.uk (الإنجليزية)